# Département de Rivadavia (Santiago del Estero)
Pour les articles homonymes, voir Département de Rivadavia.
Le département de Rivadavia est une des 27 subdivisions de la province de Santiago del Estero en Argentine. Son chef-lieu est la ville de Selva.
Le département, qui a une superficie de 3 402 km2, est situé au sud-est de la province. Sa population s'élevait à 4 916 habitants en 2001.

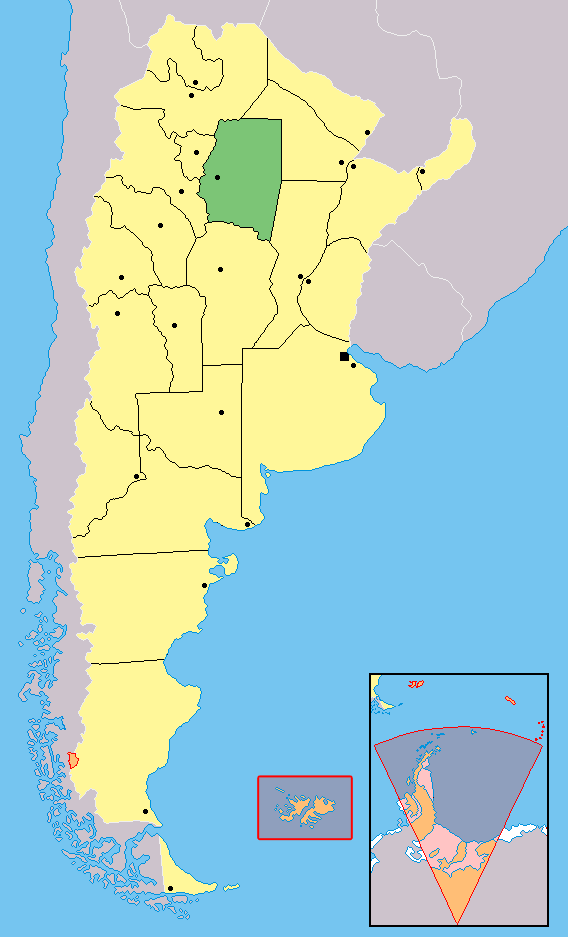
Localisation de la province de Mendoza en Argentine